# Gert Frank
Gert Frank (født 15. marts 1956, død 19. januar 2019) var en dansk cykelrytter, som især havde succes i seksdagesløb. Han var med sammen med Verner Blaudzun, Jørgen Emil Hansen og Jørn Lund på det danske 100 km hold, som vandt bronze ved OL i Montreal 1976.
Frank vandt blandt andet følgende seks-dages løb:
- 1979: Seks-dages i København (med René Pijnen)
- 1979: Seks-dages i Herning
- 1981: Seks-dages i Dortmund
- 1981: Seks-dages i Münster
- 1981: Seks-dages i Gent (med Patrick Sercu)
- 1981: Seks-dages i Herning
- 1982: Seks-dages i Madrid
- 1983: Seks-dages i København (med Patrick Sercu)
- 1983: Seks-dages i Herning
- 1984: Seks-dages i München
- 1984: Seks-dages i Paris
- 1984: Seks-dages i Stuttgart
- 1984: Seks-dages i Gent (med Hans-Henrik Ørsted)
- 1985: Seks-dages i København (med Hans-Henrik Ørsted)

## Eksterne kilder, links og henvisninger
- Gert Frank på gravsted.dk
- Gert Franks profil på Olympics.com (engelsk)
- Gert Franks profil på Olympic.org (arkiveret) (engelsk)
- Gert Franks profil på Sports-Reference OL-resultater (arkiveret) (engelsk)
- Gert Franks profil på Olympedia (engelsk)
- Gert Franks profil på CycleBase (engelsk)
- Gert Franks profil på Cykelsiderne
- Gert Franks profil på ProCyclingStats (engelsk)

| Cykling | Spire Denne biografi om en dansk cykelrytter er en spire som bør udbygges. Du er velkommen til at hjælpe Wikipedia ved at udvide den. |